# 陈莉莉
陈莉莉（1963年—），广东人，中国女子乒乓球运动员、教练员。曾获得全国乒乓球锦标赛女子单打冠军。